# Hauptverteidigungskräfte
Als Hauptverteidigungskräfte (HVK) wurden in der Bundeswehr Verbände bezeichnet, die vorwiegend zur Landes- und Bündnisverteidigung eingesetzt werden sollten. Diese Verbände waren im Frieden, ohne Mobilmachung, frühestens nach sechs Monaten abruf- und einsetzbar. Die Ausstattung war weniger umfangreich als die der Krisenreaktionskräfte (KRK), die Ausbildung der Soldaten auf Landes- und Bündnisverteidigung angelegt.
Ihren Ursprung haben die HVK-Verbände in den 1990er Jahren aus der Struktur Neues Heer für neue Aufgaben. Durch verlängerte Warnzeiten und einer Vorbereitungszeit von bis zu sechs Monaten bestimmte die Einsatzbereitschaft, Aufwuchsfähigkeit und Ausbildungsstand der Einheiten. Um den Zusammenhalt des Heeres zu wahren, wurden HVK- und KRK-Verbände „vermascht“. So wurden Truppenteile der Hauptverteidigungskräfte von Großverbänden der Krisenreaktionskräfte geführt und umgekehrt. Ein Nachteil dieser Gliederung erforderte jedoch für einen Einsatz fast immer die Neugliederung der Verbände.
Mit der Struktur der Bundeswehr zum Jahr 2010 wurden die HVK- und KRK-Verbände aufgelöst und gliedern sich in Eingreifkräfte, Stabilisierungskräfte und Unterstützungskräfte.